# Мостовский, Анджей
А́нджей Стани́слав Мосто́вский (пол. Andrzej Mostowski, 1913—1975) — польский математик и логик, член Польской академии наук (1956). Труды посвящены основаниям математики, математической логике, теории множеств, теории моделей, вопросам разрешимости рекуррентных формул, применению алгебраических и топологических методов в математической логике. Президент секции логики, методологии и философии наук Международного союза истории и философии науки (1971—1975). Кавалер Ордена Возрождения Польши (1954), лауреат Государственной премии Польской народной республики (1966).

## Биография и научная деятельность
Родился в Лемберге (Австро-Венгрия, ныне Львов, Украина). В 1931 году поступил в Варшавский университет. Большое влияние на него оказали Куратовский, Линденбаум и Тарский. В 1939 году Мостовский защитил диссертацию; официально его руководителем был Куратовский, но фактически — Тарский.
После вторжения вермахта в Польшу Мостовский устроился на работу бухгалтера, но тайно продолжал работать в подпольном Варшавском университете. После Варшавского восстания в 1944 году нацисты попытались отправить его в концлагерь, но с помощью польских медсестёр ему удалось скрыться в больнице. Значительная часть его неопубликованных математических работ при этом безвозвратно пропала. В сентябре 1944 года Мостовский женился на Марии Матушевской.
По окончании войны некоторое время работал в Краковском университете, с 1946 и до конца жизни — в Варшавском университете (доцент с 1947 года, профессор с 1951). В 1948—1949 учебном году работал в Институте перспективных исследований в Принстоне, в 1958—1959 годах читал лекции в Калифорнийском университете в Беркли.
Многие результаты Мостовского вошли в учебники. Он провёл глубокие исследований системы аксиом Цермело — Френкеля, моделей арифметики второго порядка, изучал проблемы разрешимости математических теорий, алгебраическую интерпретацию логики и многозначной логики. Много занимался вопросами образования и развития польской математической школы, был руководителем диссертаций десятков молодых учёных. Среди его учеников — Януш Онышкевич.

## Основные труды
Книги
- Kuratowski, Kazimierz; Mostowski, Andrzej (1976) [1968], Set theory. With an introduction to descriptive set theory, Studies in Logic and the Foundations of Mathematics, vol. 86 (Second ed.), Amsterdam-New York-Oxford: North-Holland Publishing Co., MR 0485384
- Andrzej Mostowski, Sentences Undecidable in Formalized Arithmetic: An Exposition of the Theory of Kurt Godel, North-Holland, Amsterdam, 1952, ISBN 978-0313231513
- Andrzej Mostowski, Constructible Sets with Applications, North-Holland, Amsterdam, 1969.

Статьи
- Andrzej Mostowski, «Über die Unabhängigkeit des Wohlordnungssatzes von Ordnungsprinzip.» Fundamenta Mathematicae Vol. 32, No.1, ss. 201—252, (1939).
- Andrzej Mostowski, «On definable sets of positive integers», Fundamenta Mathematicae Vol. 34, No. 1, ss. 81-112, (1947).
- Andrzej Mostowski, «Un théorème sur les nombres cos 2πk/n», Colloquium Mathematicae Vol. 1, No. 3, ss. 195—196, (1948).
- Casimir Kuratowski, Andrzej Mostowski, «Sur un problème de la théorie des groupes et son rapport à la topologie», Colloquium Mathematicae Vol. 2, No. 3-4, ss. 212—215, (1951).
- Andrzej Mostowski, «Groups connected with Boolean algebras. (Partial solution of the problem P92)», Colloquium Mathematicae Vol. 2, No. 3-4, ss. 216—219, (1951).
- Andrzej Mostowski, «On direct products of theories», Journal of Symbolic Logic, Vol. 17, No. 1, ss. 1-31, (1952).
- Andrzej Mostowski, «Models of axiomatic systems», Fundamenta Mathematicae Vol. 39, No. 1, ss. 133—158, (1952).
- Andrzej Mostowski, «On a system of axioms which has no recursively enumerable arithmetic model», Fundamenta Mathematicae Vol. 40, No. 1, ss. 56-61, (1953).
- Andrzej Mostowski, «A formula with no recursively enumerable model», Fundamenta Mathematicae Vol. 42, No. 1, ss. 125—140, (1955).
- Andrzej Mostowski, «Examples of sets definable by means of two and three quantifiers», Fundamenta Mathematicae Vol. 42, No. 2, ss. 259—270, (1955).
- Andrzej Mostowski, «Contributions to the theory of definable sets and functions», Fundamenta Mathematicae Vol. 42, No. 2, ss. 271—275, (1955).
- Andrzej Ehrenfeucht, Andrzej Mostowski, «Models of Axiomatic Theories Admitting Automorphisms», Fundamenta Mathematicae, Vol. 43, No. 1, ss. 50-68 (1956).
- Andrzej Mostowski, «L’oeuvre scientifique de Jan Łukasiewicz dans le domaine de la logique mathématique», Fundamenta Mathematicae Vol. 44, No. 1, ss. 1-11, (1957).
- Andrzej Mostowski, «On a generalization of quantifiers», Fundamenta Mathematicae Vol. 44, No. 1, ss. 12-36, (1957).
- Andrzej Mostowski, «On computable sequences», Fundamenta Mathematicae Vol. 44, No. 1, ss. 37-51, (1957).
- Andrzej Grzegorczyk, Andrzej Mostowski and Czesław Ryll-Nardzewski, «The classical and ω-complete arithmetic», Journal of Symbolic Logic Vol. 23, No. 2, ss. 188—206, (1958).
- Andrzej Mostowski, «On a problem of W. Kinna and K. Wagner», Colloquium Mathematicae Vol. 6, No. 1, ss. 207—208, (1958).
- Andrzej Mostowski, «A generalization of the incompleteness theorem», Fundamenta Mathematicae Vol. 49, No. 2, ss. 205—232, (1961).
- Andrzej Mostowski, «Axiomatizability of some many valued predicate calculi», Fundamenta Mathematicae Vol. 50, No. 2, ss. 165—190, (1961).
- Yoshindo Suzuki, Andrzej Mostowski, «On ω-models which are not β-models», Fundamenta Mathematicae Vol. 65, No. 1, ss. 83-93, (1969).

### Русские переводы
- Мостовский А. Современное состояние исследований по основаниям математики. Успехи математических наук, 1954, том 9, вып 3/61.
- Куратовский К., Мостовский А. Теория множеств. М.: Мир, 1970. 416 с.
- Мостовский А. Конструктивные множества и их приложения. М.: Мир, 1973. 256 с. Это по существу 2-я часть «Теории множеств».